# Schweighouse-sur-Moder
Pour les articles homonymes, voir Schweighouse.
Schweighouse-sur-Moder (prononcer [ʃvaiɡuz syʁ mɔdɛʁ] ; en allemand Schweighausen prononcé « Schweighüse » en dialecte alsacien local) est une commune française située dans la circonscription administrative du Bas-Rhin et, depuis le 1er janvier 2021, dans le territoire de la Collectivité européenne d'Alsace, en région Grand Est.
Cette commune se trouve dans la région historique et culturelle d'Alsace.

## Géographie

### Localisation
Schweighouse-sur-Moder est située à 3 km de Haguenau.

### Communes limitrophes
| Dauendorf    | Haguenau               | Haguenau |
| Ohlungen     | Schweighouse-sur-Moder | Haguenau |
| Wintershouse | Batzendorf             | Haguenau |

### Hydrographie

#### Réseau hydrographique
La commune est dans le bassin versant du Rhin au sein du bassin Rhin-Meuse. Elle est drainée par la Moder, la Zinsel du Nord, le ruisseau le Lomdgraben, le ruisseau le Sommerbaechel et le ruisseau le Zeltenbaechel,.
La Moder, d'une longueur de 82 km, prend sa source dans la commune de Zittersheim et se jette  dans le Rhin en rive gauche à Beinheim, après avoir traversé 29 communes. Les caractéristiques hydrologiques de la Moder sont données par la station hydrologique située sur la commune. Le débit moyen mensuel est de 5,42 m3/s. Le débit moyen journalier maximum est de 77,8 m3/s, atteint lors de la crue du 11 mai 1970. Le débit instantané maximal est quant à lui de 105 m3/s, atteint le même jour.

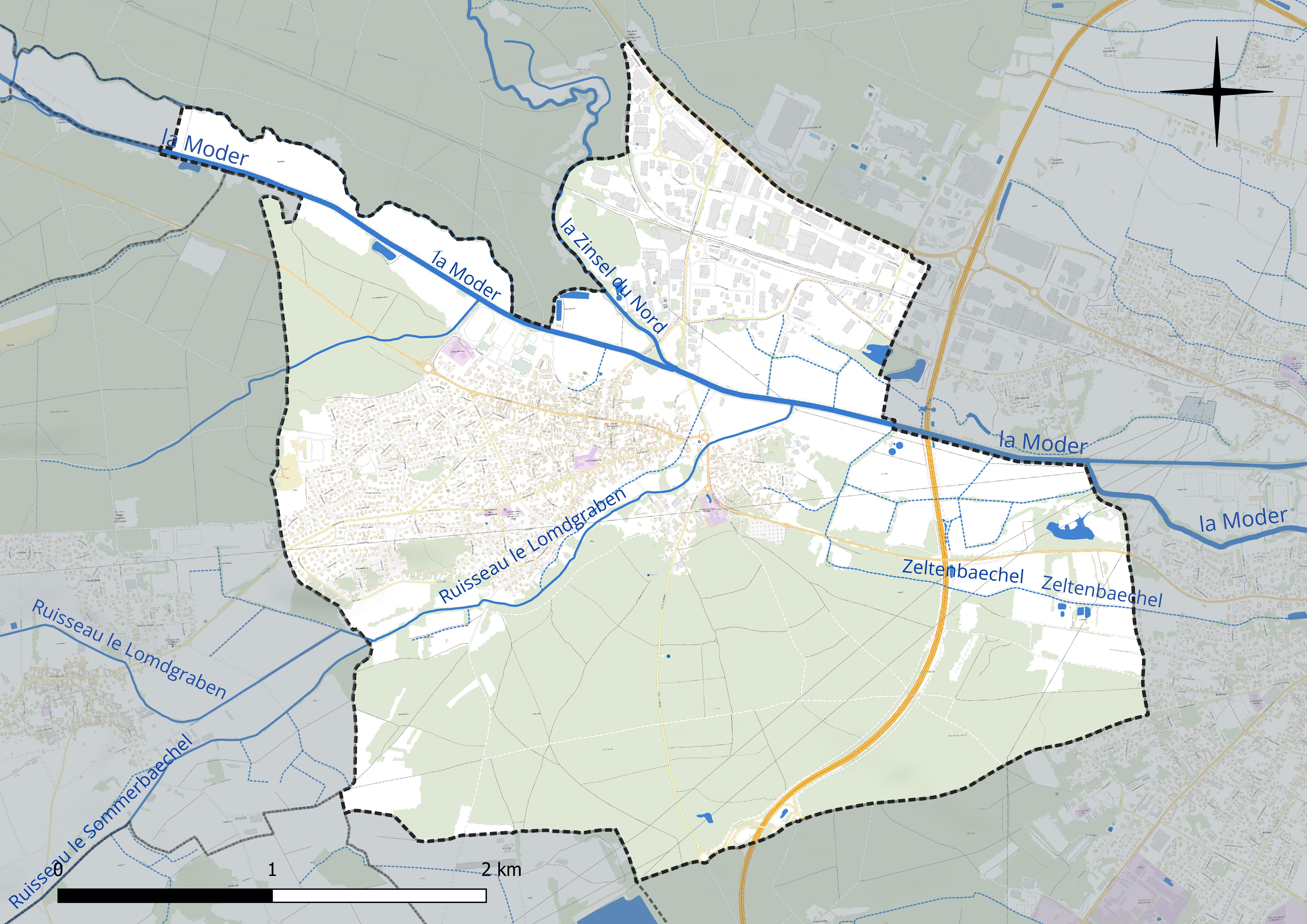
Réseau hydrographique de Schweighouse-sur-Moder.

La Zinsel du Nord, d'une longueur totale de 43,2 km, prend sa source dans la commune de Mouterhouse et se jette  dans la Moder sur la commune, après avoir traversé douze communes. 
Le Lomdgraben, d'une longueur de 11 km, prend sa source dans la commune de Grassendorf et se jette  dans la Moder sur la commune, après avoir traversé sept communes. 

#### Gestion et qualité des eaux
Le territoire communal est couvert par le schéma d'aménagement et de gestion des eaux (SAGE) « Moder ». Ce document de planification concerne le bassin versant de la Moder dont le territoire s'étend sur 1 720 km2. Le périmètre a été arrêté le 25 janvier 2006. La commission locale de l'eau a été créée le 12 juillet 2007, puis modifiée le 14 décembre 2021. La structure porteuse de l'élaboration et de la mise en œuvre est le Syndicat des eaux et de l’assainissement Alsace-Moselle (SDEA). 
La qualité des cours d’eau peut être consultée sur un site dédié géré par les agences de l’eau et l’Agence française pour la biodiversité. 

### Climat
Pour des articles plus généraux, voir Climat du Grand Est et Climat du Bas-Rhin.
En 2010, le climat de la commune est de type climat des marges montargnardes, selon une étude du Centre national de la recherche scientifique s'appuyant sur une série de données couvrant la période 1971-2000. En 2020, Météo-France publie une typologie des climats de la France métropolitaine dans laquelle la commune est exposée à un climat semi-continental et est dans une zone de transition entre les régions climatiques « Vosges » et « Alsace ». 
Pour la période 1971-2000, la température annuelle moyenne est de 10,6 °C, avec une amplitude thermique annuelle de 17,9 °C. Le cumul annuel moyen de précipitations est de 743 mm, avec 10,7 jours de précipitations en janvier et 10,2 jours en juillet. Pour la période 1991-2020, la température moyenne annuelle observée sur la station météorologique de Météo-France la plus proche, « Waltenheim-sur-zorn », sur la commune de Waltenheim-sur-Zorn à 11 km à vol d'oiseau, est de 11,3 °C et le cumul annuel moyen de précipitations est de 652,2 mm. 
La température maximale relevée sur cette station est de 38 °C, atteinte le 7 août 2015 ; la température minimale est de −14,9 °C, atteinte le 20 décembre 2009,,. 
Les paramètres climatiques de la commune ont été estimés pour le milieu du siècle (2041-2070) selon différents scénarios d'émission de gaz à effet de serre à partir des nouvelles projections climatiques de référence DRIAS-2020. Ils sont consultables sur un site dédié publié par Météo-France en novembre 2022.

## Urbanisme

### Typologie
Au 1er janvier 2024, Schweighouse-sur-Moder est catégorisée ceinture urbaine, selon la nouvelle grille communale de densité à sept niveaux définie par l'Insee en 2022.
Elle appartient à l'unité urbaine de Haguenau, une agglomération intra-départementale regroupant six  communes, dont elle est une commune de la banlieue,,. Par ailleurs la commune fait partie de l'aire d'attraction de Haguenau, dont elle est une commune de la couronne,. Cette aire, qui regroupe 34 communes, est catégorisée dans les aires de 50 000 à moins de 200 000 habitants,.

### Occupation des sols
L'occupation des sols de la commune, telle qu'elle ressort de la base de données européenne d’occupation biophysique des sols Corine Land Cover (CLC), est marquée par l'importance des forêts et milieux semi-naturels (46,3 % en 2018), une proportion sensiblement équivalente à celle de 1990 (46,6 %). La répartition détaillée en 2018 est la suivante : forêts (46,2 %), zones agricoles hétérogènes (20,4 %), zones urbanisées (18,5 %), zones industrielles ou commerciales et réseaux de communication (11,9 %), terres arables (2,9 %), milieux à végétation arbustive et/ou herbacée (0,1 %). L'évolution de l’occupation des sols de la commune et de ses infrastructures peut être observée sur les différentes représentations cartographiques du territoire : la carte de Cassini (XVIIIe siècle), la carte d'état-major (1820-1866) et les cartes ou photos aériennes de l'IGN pour la période actuelle (1950 à aujourd'hui).

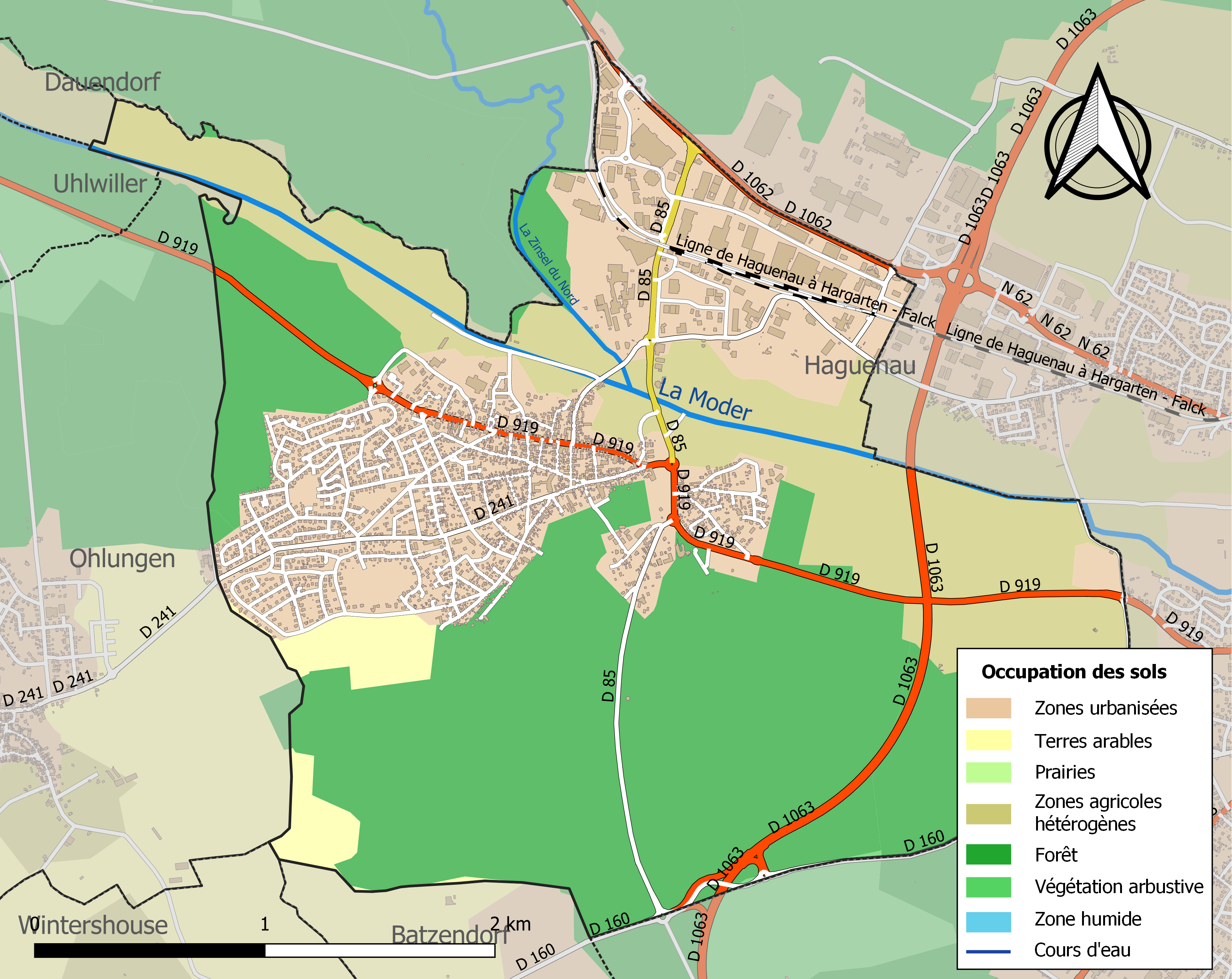
Carte des infrastructures et de l'occupation des sols de la commune en 2018 (CLC).

### Transports
- Gare de Schweighouse-sur-Moder.

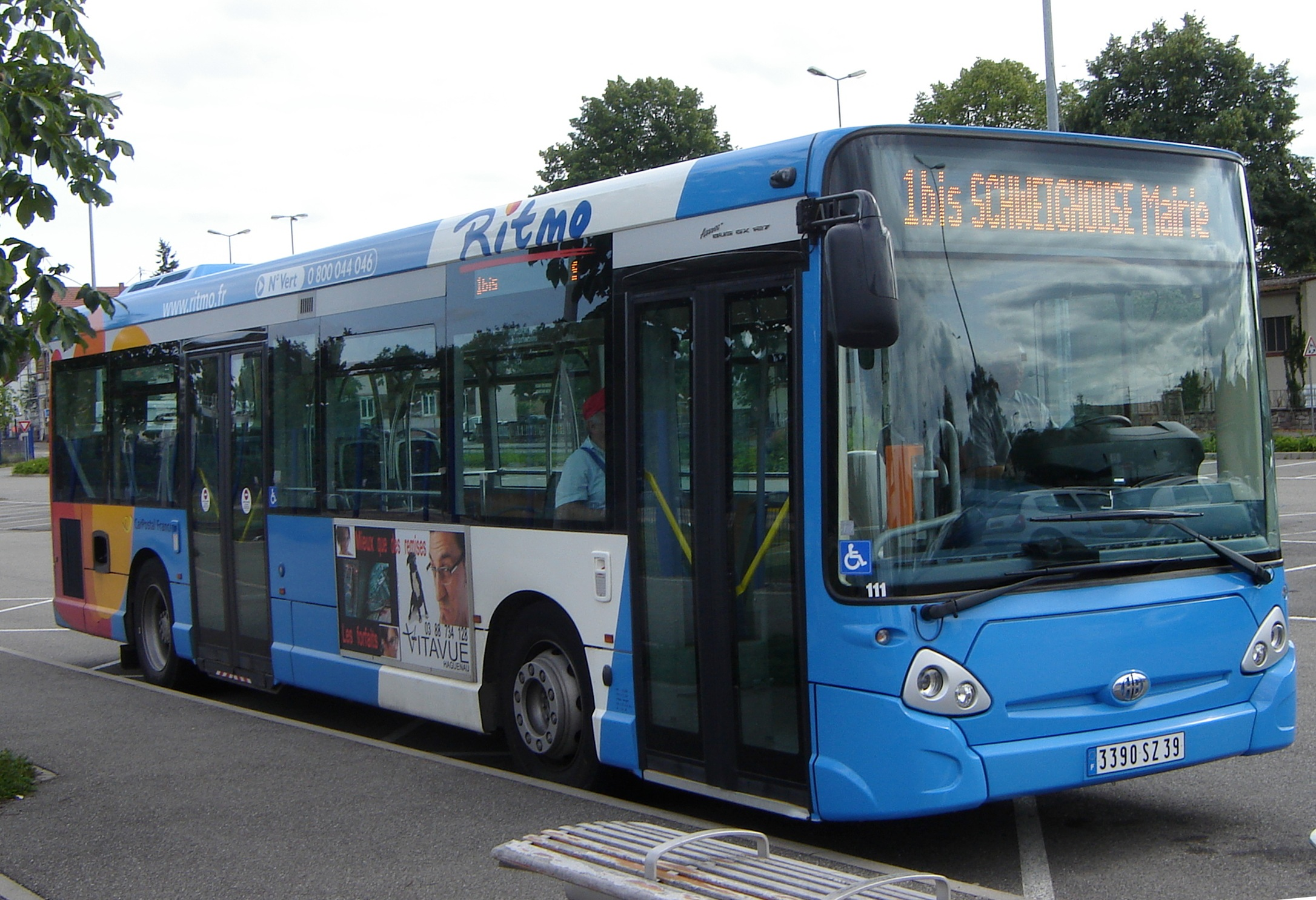
Bus Heuliez du réseau Ritmo.

Depuis le 1er août 2006, Haguenau et Schweighouse-sur-Moder sont desservies par le réseau RITMO par le biais de 4 lignes régulières, 9 scolaires, 2 virtuelles et 1 service de transport à la demande. Le réseau a atteint 1,42 million de voyages en 2010.
Une vingtaine de bus circulent sur le réseau, en majorité des Heuliez GX 127L.

## Toponymie
Le nom peut être décomposé en deux termes allemands : « Schweige », à savoir « bétail » et « Haus », à savoir « maison, demeure ». En moyen haut-allemand, le pluriel en est « Husen » tandis qu'en allemand contemporain, cela donne plutôt « Hausen ». On retrouve les différentes formes en Alsace, en plus des formes ayant résulté des différents processus de francisation : « House » ou « Hause ». Orthographié « Schweighouse » ou « Schweighausen », le nom du village peut se traduire par « maisons au bétail » (au pluriel).
Le village a un homonyme dans le Haut-Rhin : Schweighouse-Thann. Avant le 8 septembre 1949, la commune se nommait officiellement Schweighausen en 1793 puis Schweigausen en 1801. Le 5 mars 1949, son conseil municipal ayant décrété que ce nom sonnait « trop allemand », prit la résolution de changer la dénomination du village en « Schweighouse-sur-Moder ». Outre la question de la sonorité allemande, une raison invoquée fut reliée à un projet de création d'un grand cimetière national français sur le territoire de la commune, et au fait que l'orthographe « Schweighausen » aurait pu poser des problèmes aux visiteurs venant d'autres régions, en raison de la présence d'une commune homonyme en Haute-Alsace. Néanmoins, ce projet de cimetière tomba aux oubliettes, et le nom resta comme il est aujourd'hui.

## Politique et administration

### Liste des maires
| Période                                  | Période                   | Identité                     | Étiquette   | Qualité |
| ---------------------------------------- | ------------------------- | ---------------------------- | ----------- | --- |
| ?                                        | ?                         | Joseph Wendling              | MRP         | Conseiller général de Haguenau (1945 → 1951) |
| Les données manquantes sont à compléter. |                           |                              |             | |
| mars 1977                                | 20 août 1998 (décès)      | Robert Kaeufling (1928-1998) |             | |
| 1998                                     | 15 mars 2008              | Bernard Loesch (1942-2022)   | DVD         | Retraité de l'inspection du travail Adjoint au maire (1986 → 1998) Président de la CC de la région de Haguenau (2003 → 2008) Président du SIVOM de Schweighouse-sur-Moder (1998 → 2008) Chevalier de l'Ordre national du Mérite |
| 15 mars 2008                             | 4 avril 2014              | Marcel Schmitt               | UPA puis UL | Retraité 1er vice-président de la CC de la région de Haguenau (2012 → 2014) |
| 4 avril 2014                             | En cours (au 31 mai 2020) | Philippe Specht              | UDI         | Administrateur territorial Conseiller régional du Grand Est (2015 → ) 1er vice-président de la CC de la région de Haguenau (2014 → 2016) 3e vice-président de la CA de Haguenau (2017 → ) Réélu pour le mandat 2020-2026        |

### Jumelages
Marano Lagunare (Italie).

## Population et société

### Démographie
L'évolution du nombre d'habitants est connue à travers les recensements de la population effectués dans la commune depuis 1793. Pour les communes de moins de 10 000 habitants, une enquête de recensement portant sur toute la population est réalisée tous les cinq ans, les populations de référence des années intermédiaires étant quant à elles estimées par interpolation ou extrapolation. Pour la commune, le premier recensement exhaustif entrant dans le cadre du nouveau dispositif a été réalisé en 2007.

En 2022, la commune comptait 5 116 habitants, en évolution de +4,09 % par rapport à 2016 (Bas-Rhin : +3,17 %, France hors Mayotte : +2,11 %).
| 1793  | 1800  | 1806  | 1821  | 1831  | 1836  | 1841  | 1846  | 1851  |
| ----- | ----- | ----- | ----- | ----- | ----- | ----- | ----- | ----- |
| 1 011 | 1 068 | 1 029 | 1 504 | 1 765 | 1 680 | 1 486 | 1 547 | 1 569 |

| 1856  | 1861  | 1866  | 1871  | 1875  | 1880  | 1885  | 1890  | 1895  |
| ----- | ----- | ----- | ----- | ----- | ----- | ----- | ----- | ----- |
| 1 459 | 1 479 | 1 575 | 1 506 | 1 533 | 1 546 | 1 528 | 1 471 | 1 532 |

| 1900  | 1905  | 1910  | 1921  | 1926  | 1931  | 1936  | 1946  | 1954  |
| ----- | ----- | ----- | ----- | ----- | ----- | ----- | ----- | ----- |
| 1 550 | 1 711 | 1 641 | 1 612 | 1 675 | 1 869 | 2 037 | 2 063 | 2 240 |

| 1962  | 1968  | 1975  | 1982  | 1990  | 1999  | 2006  | 2007  | 2012  |
| ----- | ----- | ----- | ----- | ----- | ----- | ----- | ----- | ----- |
| 2 640 | 3 203 | 3 813 | 4 134 | 4 354 | 4 595 | 4 563 | 4 559 | 4 911 |

| 2017  | 2022  | - | - | - | - | - | - | - |
| ----- | ----- | - | - | - | - | - | - | - |
| 4 939 | 5 116 | - | - | - | - | - | - | - |

### Enseignement
- deux écoles maternelles
- une école primaire (école du Moulin),
- un collège (le Bois-Fleuri)
- une école et maternelle associative (ABCM)

### Culture
- Depuis 2009 et la disparition du relais culturel qui avait ses locaux à « la Villa »[31], cette dernière accueille la bibliothèque municipale[32], le service culturel et le service jeunesse et animation.

### Sports
- Le centre Robert-Kaeufling contient un dojo, une salle de danse, une salle de musculation, une salle multi-sports, une salle polyvalente et une salle de répétition.

## Économie
La multinationale mexicaine de matériaux de construction Cemex y possède une unité de béton prêt à l'emploi. La commune a une papeterie, la SONOCO (anciennement CENPA).

## Culture locale et patrimoine

### Personnalités liées à la commune
- Christian Bartholmèss (1815-1856), théologien ;
- François-Nicolas-Alphonse Kunemann (1856-1908), ancien vicaire apostolique de Sénégambie ;
- Georges Wodli (1900-1943), résistant.

### Héraldique
| Blason de Schweighouse-sur-Moder | Blason  | De sinople à la tour d'or maçonnée de sable. |
| Blason de Schweighouse-sur-Moder | Détails |                                              |